# 脊髓炎
脊髓炎（英語：Myelitis）是指脊髓部位發生的炎症，該疾病會破坏大脑給身体其他部位以及身体其他部位給大脑的正常应答。脊髓炎會导致髓鞘和轴突受损，从而引起瘫痪和感觉丧失等症状。脊髓炎根据病变的部位或原因可以分为好几类，此外脊髓炎還會引發貫穿性脊髓炎。